# Стерео љубав
Стерео љубав је трећи студијски албум српске певачице Наташе Беквалац. Албум је објављен у децембру 2004. године у издању издавачке куће Сити рекордс. Диск садржи 8 нових песама, и велики хит Навика, који је раније објављен.

## Списак песама
На албуму се налазе следеће песме:
| Бр. | Назив                     | Текст            | Музика                               | Аранжман             | Трајање |
| --- | ------------------------- | ---------------- | ------------------------------------ | -------------------- | ------- |
| 1.  | Никотин                   | Драган Брајовић  | Драган Брајовић                      | Дејан Абадић         | 03:40   |
| 2.  | Нећу да се заљубим        | Марина Туцаковић | Александар Милановић, Немања Поповић | Александар Милановић | 03:16   |
| 3.  | Полудим ли у двадесет пет | Драган Брајовић  | Драган Брајовић                      | Дејан Абадић         | 04:04   |
| 4.  | Покер у двоје             | Марина Туцаковић | Александар Милановић, Немања Поповић | Александар Милановић | 03:02   |
| 5.  | Све је то љубав           | Драган Брајовић  | Александар Милановић                 | Александар Милановић | 03:31   |
| 6.  | Поново                    | Драган Брајовић  | Christos Dadis                       | Александар Милановић | 03:46   |
| 7.  | Није за мене              | Драган Брајовић  | Драган Брајовић                      | Дејан Абадић         | 03:50   |
| 8.  | Хајде                     | Јелена Галонић   | Зоран Живановић                      | Александар Милановић | 03:21   |
| 9.  | Навика                    | Јелена Галонић   | Зоран Живановић                      | Александар Милановић | 03:37   |

## Информације о албуму
Снимано и миксано у студијима XXL (1,3,7) и ALKAtras (2,4,5,6,8,9)
- Студио XXL

Музички продуцент: Дејан Абадић// Снимање: Ђорђе Петровић// Дизајн звука: Иван Kљајић// Гитаре: Драгутин Јаковљевић// Све остале инструменте одсвирао: Дејан Абадић// Пратећи вокали: Ана Петровић
- Студио ALKAtras

Музички продуцент: Марко Kон// Снимање и микс: Марко Kон// Бубњеви: Чеда Марјановић// Даире: Марко Kон, Александар Милановић// Риде чинеле: Владимир Мигрић// Удараљке: Le Durango// Бас гитаре: Ненад Стефановић// Гитаре: Немања Поповић, Иван Максимовић// Бузуки: Иван Максимовић// Све остале инструменте одсвирао: Александар Милановић// Пратећи вокали: Светлана Славковић, Јелена Галонић, Милован Зимоњић, Марко Kон, Александар Милановић
- Mastering: Оливер Јовановић
- Стајлинг: Младен Барон
- Фризура: "Lady" и "L'arte" by Norbert
- Фото: Небојша Бабић
- Дизајн: "Orange" студио
- Извршни продуцент: Ђорђе Будошан
- Главни и одговорни уредник: Милица Митровић
- Директор: Бане Стојановић
- Уредник издања: Горан Томановић

## Обраде
- 6. Поново (оригинал: Peggy Zina - Matono - 2004)

## Спотови
- Никотин
- Поново
- Навика